# Сатаров, Георгий Александрович
Гео́ргий Алекса́ндрович Сата́ров (род. 22 августа 1947, Москва) — российский политический и общественный деятель, политолог, социолог, математик, публицист. Профессор РАНХиГС, бывший член партии РПР-ПАРНАС. Президент Фонда прикладных политических исследований «ИНДЕМ» («Информатика для демократии»). Кандидат технических наук.
Помощник президента России Бориса Ельцина (1994—1997). Действительный государственный советник Российской Федерации 1-го класса. Сопредседатель Всероссийского гражданского конгресса (2004—2008).

## Семья, образование и ранняя карьера
Родился в семье авиаконструктора Александра Георгиевича Сатарова (1922—?), начальника лопастного отдела КБ вертолётостроения, и Надежды Абрамовны Сатаровой (урождённой Шабад, 1924—?), внучки минского купца первой гильдии Марка Шабада. Двоюродным братом матери был математик Виктор Залгаллер. Родители развелись, когда он был ребёнком; воспитывался матерью.
В 1961—1965 годах получил образование художника по свету в Театральном художественно-техническом училище (ТХТУ) на кафедре ЭСТО, дипломную работу делал для спектакля в Театре Маяковского, который ставила Мария Ивановна Бабанова. Во время учёбы в ТХТУ работал руководителем осветительного цеха в Детском театре Московского дворца пионеров на Ленинских горах. 
Окончив училище, в 1965 году работал техником во Всесоюзном научно-исследовательском светотехническом институте (ВНИСИ). Затем в 1966 году полгода отслужил в стройбате, куда попал по срочному набору в связи с землетрясением в Ташкенте. С 1967 по 1971 год работал лаборантом в Институте физических проблем им. С. И. Вавилова АН СССР. 
С 1967 года учился и в 1972 году окончил вечернее отделение математического факультета Московского государственного педагогического института (МГПИ) имени В. И. Ленина по специальности «математика и программирование». Заканчивая учёбу в МГПИ, в 1971—1972 годах работал программистом в Научно-исследовательском институте автоматической аппаратуры.
Кандидат технических наук (1975). Тема диссертации: «Многомерное шкалирование при анализе дихотомических данных о социально-экономических системах».

## Научная, исследовательская и преподавательская деятельность
С 1972 по 1990 год работал в МГПИ — прошёл путь от младшего научного сотрудника до руководителя сектора в исследовательской лаборатории; занимался применением математики (прежде всего прикладной математической статистики) в педагогике, психологии, социологии, истории, политологии.
В 1990 году создал вместе с Сергеем Станкевичем Центр прикладных политических исследований «ИНДЕМ» («Информатика для демократии»), который возглавлял до весны 1993 года, с 1995 года — научный руководитель Центра «ИНДЕМ».
В октябре 1997 года избран Президентом Фонда «ИНДЕМ» (правопреемника Центра «ИНДЕМ»). Автор более 200 научных работ в сфере прикладной математики, политологии, социологии, многих газетных и журнальных публикаций. С 1999 года преподаёт в Московском государственном университете на факультете государственного управления, читал там курсы «Статистические методы анализа данных» и «Антикоррупционная политика».
В 1999—2000 годах проекты фонда «ИНДЕМ» по противодействию коррупции поддерживались Всемирным банком, через который фонд получал гранты от датского правительства.
С декабря 2003 года выступал в Школах публичной политики — организациях, созданных благотворительным фондом «Открытая Россия» (основатель фонда — Михаил Ходорковский, глава компании «ЮКОС»). В апреле—сентябре 2004 года Сатаров совершил ряд поездок по регионам России, на которых читал лекции. Эти поездки также финансировались «Открытой Россией».
По утверждению журналиста Владимира Корнелюка, сделанному в начале 2005 года, компания «ЮКОС» стала в 2004 году основным заказчиком возглавляемого Сатаровым фонда «ИНДЕМ».
Член Совета по внешней и оборонной политике, член общественного экспертного совета Мирового банка по проблемам государственного управления и коррупции. Автор большого количества исследований по проблемам коррупции в современной России.
Член редакционного совета журнала «Полития».
Профессор кафедры государственного управления Российской академии народного хозяйства и государственной службы при Президенте Российской Федерации. Читает курсы: «Внеформальные аспекты управления», «Критический анализ государства», «Основы институциональной теории», «Социология социальных изменений», «История и практика современного государства», «Модернизация и реформы», «Антикоррупционная политика».

## Общественная и политическая деятельность
С 1993 года по 1994 год — генеральный директор Российского общественно-политического центра (РОПЦ).
С февраля 1993 по февраль 1994 года — член Президентского совета, участник Конституционного совещания по разработке новой Конституции РФ.
С 1994 года член Объединённой комиссии по координации законодательной деятельности, с мая 1997 года — член Комиссии по разработке проекта программы государственного строительства в Российской Федерации.
С февраля 1994 года по сентябрь 1997 года — помощник президента Российской Федерации Б. Н. Ельцина. На этой должности отвечал за контакты с российским парламентом и политическими организациями.
Незадолго до выборов в Госдуму 1995 года Сатаров предложил сформировать две провластные политические партии: «Наш дом — Россия» и Блок Ивана Рыбкина. В итоге эта затея окончилась неудачей: блок Рыбкина не прошёл в Думу, а голоса избирателей, не желавших голосовать за коммунистические и радикальные движения, разделились.
Во время Президентских выборов 1996 года на пресс-конференции членов избирательного штаба Бориса Ельцина Георгий Сатаров заявил, что КПРФ готовит сценарий «нелегитимного перехвата власти», если проиграет выборы. В этом случае, по его мнению, гражданская война неминуема, поскольку компартия лишь «на некоторое время заморозила свои боевые отряды, но палец находится на курке, а в определённый момент курок будет спущен». Представители КПРФ расценили это заявление как «клевету на компартию».
В интервью газете «Известия» в августе 1996 года, Сатаров сообщил, что администрация президента во главе с Анатолием Чубайсом не намерена «пускать на самотёк» губернаторские выборы в регионах. «Проведение губернаторских выборов и тем самым укрепление власти в регионах, усиление президентской вертикали мы считаем сейчас приоритетной задачей», сообщил Сатаров.
Возглавлял рабочую группу по подготовке послания Президента Федеральному Собранию 1997 года.
Сатаров покинул пост помощника президента в 1997 году. В этот момент началась реорганизация администрации президента. По заявлениям самого Георгия Александровича он ушёл сам, решив вернуться к аналитической работе в фонде «ИНДЕМ». В ряде СМИ утверждалось, что Сатаров был отправлен в отставку из-за того, что не смог создать «общенациональную российскую идею».
С 2004 года — президент Общественного движения «Общественный союз „Антикоррупция“» (ОСА), в число учредителей которого входит «ИНДЕМ». Один из создателей и руководителей Национального антикоррупционного комитета.
В 2004 году выступил в защиту «ЮКОСа», считал, что власть монотонно ликвидирует всех излишне самостоятельных бизнесменов.
В 2015 году вступил в партию РПР-ПАРНАС, толчком стало убийство её лидера Бориса Немцова в феврале этого года.
В марте 2020 года подписал обращение против принятия поправок к Конституции РФ, предложенных президентом Путиным.

### Участие в коалиционных объединениях
16 ноября 2004 года на первом заседании оргкомитета Всероссийского гражданского конгресса «Россия за демократию, против диктатуры» (ВГК) был избран его сопредседателем (другие сопредседатели — председатель Московской Хельсинкской группы Людмила Алексеева, президент Института национального проекта «Общественный договор» Александр Аузан и шахматист Гарри Каспаров).
Участвовал в 2005 году в работе «Комитета 2008».
В 2006 году Сатаров участвовал в конференции «Другая Россия», организованной ВГК. Он произнес речь о том что происходит разрушение правовой системы силами государства. Как только в 2007 году проект перестал быть коалиционным, многие организаторы в том числе и Сатаров вышли из него.
17 января 2008 Сатаров вместе с Людмилой Алексеевой вышли из ВГК из-за конфликта с Каспаровым.

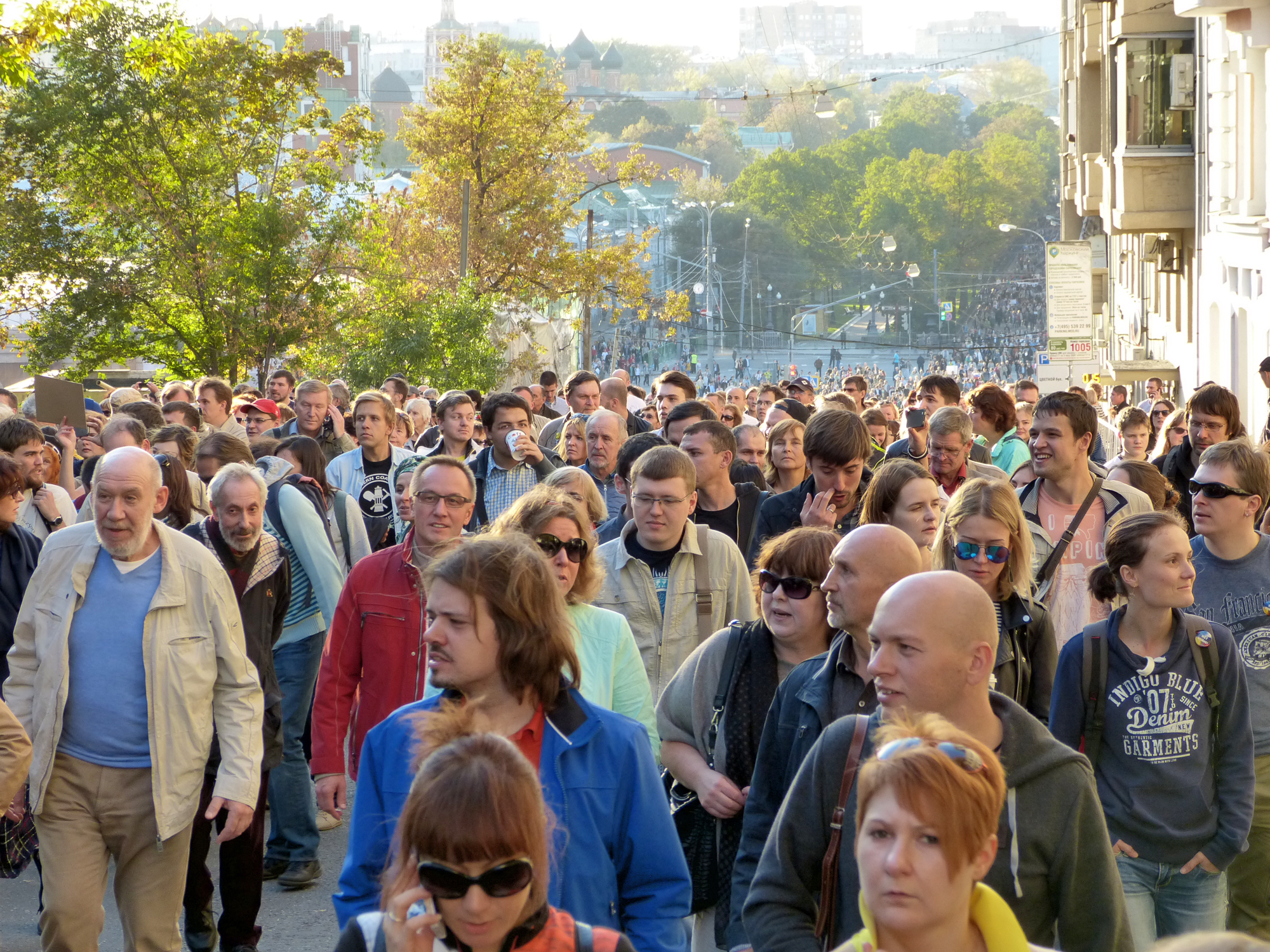
Георгий Сатаров (на фото слева) среди участников многотысячного антивоенного и антипутинского «Марша мира» 21 сентября 2014 года в Москве

### Позиция по Украинскому кризису
В марте 2014 года подписал обращение против политики российской власти в Крыму.
В сентябре 2014 вместе с рядом западных и украинских экспертов подписал письмо в журнал The Atlantic, в котором Россия названа агрессором, вторгшимся на Украину, и призывается усилить западные санкции против России, а также подписал заявление с требованием «прекратить агрессивную авантюру: вывести с территории Украины российские войска и прекратить пропагандистскую, материальную и военную поддержку сепаратистам на Юго-Востоке Украины».

## Политическое консультирование
Консультировал ряд российский политических организаций, в том числе движение «Наш дом — Россия», движение «Выбор России», «Демократическую партию России», движение «Кедр», Республиканскую партию РФ. По утверждениям ряда СМИ, фонд «ИНДЕМ» занимался разработкой их программных документов.

## Награды
- Орден Почёта (1997) — за заслуги перед государством и многолетнюю добросовестную работу[2].
- Благодарность Президента Российской Федерации (9 июля 1996 года) — за активное участие в организации и проведении выборной кампании Президента Российской Федерации в 1996 году[17].
- Премия Московской Хельсинкской группы (2011) — за экспертную и научную деятельность в области прав человека[18].
- Публицистическая премия «ПолитПросвет» фонда «Либеральная миссия» в специальной номинации «Отличник политпросвещения» (2015)[19][20].

## Публикации
- «Компьютер открывает Америку». — М., 1989.
- «Математические методы и ЭВМ в историко-типологических исследованиях». — М., 1989.
- «Россия в поисках идеи». 1997.
- «О новом подходе к построению обобщённых социологических переменных» // «Полития». — 2000. — № 4.
- «Corruption and institutions in Russia» (англ.).
- «Демократура. Сборник статей». — 2004. — ISBN 5-94218-008-1.
- «Антикоррупционная политика». — М.: Фонд «ИНДЕМ», РА «СПАС», 2004.